# Роман, Рут
Рут Ро́ман (англ. Ruth Roman, урождённая Норма Роман (англ. Norma Roman); 22 декабря 1922, Линн, Массачусетс — 9 сентября 1999, Лагуна-Бич, Калифорния) — американская актриса.

## Биография
Норма Роман родилась в городе Линн, пригороде Бостона, в еврейской семье с русскими и польскими корнями. Она с юных лет мечтала стать актрисой, для чего поступила в драматическую школу в Бостоне. После её окончания Роман отправилась в Голливуд, где в 1943 году состоялся её кинодебют — маленькая роль без указания в титрах в музыкальной комедии «Солдатский клуб». Первые пять лет работы там прошли для неё безызвестно, за исключением появления в киносериале «Королева джунглей» в 1945 году, где начинающая актриса сыграла главную роль.
Первые более крупные роли ей стали предлагать к концу 1940-х, среди них была Эмма Брайс в спортивном нуаре «Чемпион» с Кирком Дугласом и Джин Келлерсон в нуаровом триллере «Окно» (оба — 1949). Популярность к актрисе пришла в 1951 году после роли Энн Мортон в триллере Хичкока «Незнакомцы в поезде». Съёмки в данной картине были для Роман довольно сложны, так как в фильм её протолкнул Джек Уорнер, а сам Хичкок был актрисой недоволен, считая её недостаточно сексапильной, и к тому же скованной.
В июне 1956 году Рут Роман, вместе с четырёхлетним сыном от первого брака, была пассажиркой злополучного лайнера «Андреа Дориа», затонувшего у побережья Нью-Йорка после столкновения с лайнером «Стокгольм». Спасательная операция оказалась довольно успешной, и Роман с сыном не пострадали.
За годы своей кинокарьеры Рут Роман так и не достигла высоких звёздных рангов в Голливуде, но несмотря на это многие годы продолжала быть активной и востребованной как в кино, так и на телевидении и в театре. В 1959 году она стала обладательницей премии Сары Сиддоонс за её выступления на театральных сценах Чикаго. Начиная с 1960-х годов актриса стала в большинстве своём работать на телевидении, где появилась в телесериалах «Долгое жаркое лето», «Тихая пристань», «Она написала убийство» и многих других. Её многочисленные работы на телевидении были отмечены звездой на Голливудской аллее славы.
В 1973 году на экраны вышел культовый фильм «Малыш», в котором Роман сыграла главную роль психически больной алкоголички.
Рут Роман скончалась во сне в сентябре 1999 года в возрасте 76 лет в своём доме в Лагуна-Бич, штат Калифорния.